# 3,4-hexanodiol
El 3,4-hexanodiol o hexano-3,4-diol es un alcohol de fórmula molecular C6H14O2.
Es isómero de posición del 1,6-hexanodiol pero, a diferencia de este, es un diol vecinal cuyos dos grupos funcionales hidroxilo se encuentran en las posiciones 3 y 4 de una cadena lineal de seis átomos de carbono. Los carbonos de estas dos posiciones son asimétricos, siendo el 3,4-hexanodiol una molécula quiral. 

## Propiedades físicas y químicas
El 3,4-hexanodiol es un líquido que solidifica a -10 °C —cifra estimada— y tiene su punto de ebullición a 233 °C.
Posee una densidad aproximada de 0,894 g/cm³.
Es soluble tanto en agua como en compuestos orgánicos: en agua, su solubilidad estimada es de 30 g/L.
El valor calculado del logaritmo de su coeficiente de reparto, logP, varía entre 0,07 y 0,8, siendo su solubilidad mayor en disolventes apolares —como el 1-octanol— que en disolventes polares.

## Síntesis y usos
El 3,4-hexanodiol puede sintetizarse por deshidrodimerización en fase vapor de dos moléculas de 1-propanol en presencia de mercurio fotosensibilizado (Hg*).
Otra vía de síntesis de este diol es por dihidroxilación asimétrica de Sharpless de trans-3-hexeno, utilizando como ligando alcaloides de cinchona y tetróxido de osmio como catalizador; el rendimiento obtenido puede alcanzar el 87%.
Asimismo puede obtenerse 3,4-hexanodiol por hidrogenación de 3,4-hexanodiona. Esta reacción puede llevarse a cabo a -40 °C en presencia de un complejo de rodio coordinado con un ligando de bifosfina con alquilos lineales como sustituyentes en los átomos de fósforo; el rendimiento así obtenido es del 64%. También pueden emplearse catalizadores con base de platino sostenidos sobre SiO2: estos pueden modificarse con precursores de organoestaño tanto quirales (hexa(-)mentildiestaño) como aquirales (tetrabutilo de estaño), variando las proporciones obtenidas de los distintos enantiómeros.
Otra vía de síntesis, en este caso del enantiómero (3R,4R) de este diol, tiene como precursor al D-manitol. En este procedimiento se hace reaccionar el derivado acetónido del manitol con trietilamina (Et3N) y clouro de p-tosilo a 0 °C para obtener el correspondiente tetratosilato. A continuación, se desprotege del grupo acetónido con CuCl2·2H2O en acetonitrilo. El producto resultante se trata con hidruro de litio y aluminio (LiAlH4) en éter dietílico a temperatura ambiente, obteniéndose el (3R,4R)-3,4-hexanodiol.
A su vez, partiendo del 3,4-hexanodiol se puede sintetizar 3,4-hexanodiona mediante reflujo con N-bromosuccinimida en tetracloruro de carbono, en presencia o ausencia de piridina.
Se ha propuesto el empleo de este alcohol en la preparación de ésteres que luego son utilizados en la fabricación de termoplásticos.
Posibles aplicaciones en la industria farmacéutica incluyen su uso es en la elaboración de sacáridos capsulares modificados, en la de derivados de carboestirilo —utilizados en productos naturales y en sustancias fisiológicamente activas—, así como en la de derivados del 2-oxo-imidazol N-dihidroxialquil-sustituidos; estos últimos son útiles como mitigadores ante la tolerancia a los analgésicos narcóticos, potenciadores analgésicos, supresores del apetito o agentes para el tratamiento del deterioro cognitivo y esquizofrenia.